# Araespor gazellus
Araespor gazellus é uma espécie de coleóptero da tribo Achrysonini (Cerambycinae); com distribuição em Nova Bretanha.